# 王纪 (华亭县知县)
王纪（？—？），河南尉氏人，明朝政治人物。

## 生平
王纪曾接替刘俊任华亭县知县一职，1417年由高宫接任。